# Morske mačke dobrohotke
Morske mačke dobrohotke (lat. Proscylliidae), porodica malenih dubokovodnih morskih pasa iz reda kučkova (Carcharhiniformes) kojoj pripada 3 roda sa 7 vrsta. Žive na dubinama od 50 do 700 metara na zapadu sjevernog Atlantika i Indopacifiku.
To su manji morski psi, za ljude bezopasni. Narastu do 1.2 m. Hrane se manjim ribama i beskralježnjacima

## Rodovi:
1. Ctenacis Compagno, 1973
2. Eridacnis Smith, 1913
3. Proscyllium Hilgendorf, 1904